# Jackson Costa
Jackson Costa (ur. 7 kwietnia 1966 w Itabunie w stanie Bahia) – brazylijski aktor telewizyjny, filmowy i teatralny, reżyser.

## Życiorys

### Kariera
W wieku 16 lat przyłączył się do teatru w Itabunie. Mając 22 lata przeniósł się do Salvador, gdzie studiował na wydziale teatralnym Universidade Federal da Bahia.
Brał udział w miniserialach i telenowelach takich jak Rede Globo Kamień na kamieniu (Pedra Sobre Pedra, 1992), Rede Globo Renascer (1993) i Rede Manchete Tocaia Grande (1995). Grał postać Boga w sztuce Vixe, Maria! Deus e o Diabo na Bahia! i Jezusa w Pasji (A Paixão de Cristo) w Teatro Castro Alves. Wyreżyserował także sztukę Nem Louco nem tão pouco. 
Wydał płytę CD z poezją Castro Alvesa, Gregório de Matosa i innych poetów. Był dyrektorem grupy muzycznej “Virado no Mói de Coentro”.

## Wybrana filmografia

### filmy fabularne
- 1995: Jenipapo jako Orlando
- 1998: Bela Donna jako Afrânio
- 2003: O Vestido jako Darcy
- 2004: O Dono do Mar jako Antão Cristório
- 2008: Revoada jako Lua Nova
- 2010: Estranhos jako Luis

### telenowele
- 1992: Kamień na kamieniu (Pedra Sobre Pedra) jako Ulisses
- 1993: Renascer jako Padre Lívio
- 1995: Tocaia Grande jako Aurélio
- 1998: Dona Flor e Seus Dois Maridos jako Anacreon
- 2003: Carga Pesada jako Valdo
- 2007: Dwie twarze  (Duas Caras) jako Waterloo de Sousa
- 2007: A Pedra do Reino jako Clemente Ravasco
- 2008: Faça sua História jako Nelson Roque
- 2009: Paraíso jako Isidoro
- 2010: Na Forma da Lei - Anselmo
- 2010: Dalva e Herivelto - Uma canção de amor jako Herculano
- 2012: Gabriela jako Douglas
- 2013: Amor á Vida
- 2015: Verdades Secretas jako Jeca Bocetudo (cafetão)